# Coupe d'Italie de football 2014-2015
Navigation
Coupe d'Italie 2013-2014 Coupe d'Italie 2015-2016
La Coupe d'Italie de football 2014-2015, en italien Coppa Italia 2014-2015, est la 68e édition de la Coupe d'Italie. Comme l'édition précédente, 78 clubs participent au tournoi.
Le club vainqueur de la Coupe obtient un ticket pour la phase de groupe de la Ligue Europa 2015-2016.

## Déroulement de la compétition
Le système est le même que celui utilisé les années précédentes :
Première phase :
- 1er tour : entrés en liste de 36 clubs évoluant en Serie D, et anciennes Ligue Pro 1 et Ligue Pro 2, qui ont fusionné en une Ligue Pro unifiée en 2014-2015.
- 2e tour : les 18 vainqueurs du premier tour sont rejoints par les 22 clubs de Serie B.
- 3e tour : les 20 vainqueurs du deuxième tour sont rejoints par 12 clubs de Serie A.
- 4e tour : les 16 clubs restants s'affrontent.

Deuxième phase :
- Huitièmes de finale : les 8 clubs restants sont rejoints par les 8 derniers clubs restants de Serie A.
- Quarts de finale : se jouent en une seule rencontre.
- Demi-finales : se jouent en deux rencontres (aller et retour).
- Finale : se joue en une seule rencontre.

## Participants

### Tour préliminaire

#### Premier tour (36 équipes)
- 27 clubs de Lega Pro, dont un par la suite repêché en Serie B (classement de 43 à 60e),
- 9 clubs de Serie D (de 61 à 78, les seconds de chaque poule de la division).
  - Reggina (21ª - B) (60)
  - Juve Stabia (22ª - B) (48)
  - Salernitana (9ª - LP1/B; V - CI) (54)
  - Monza (4ª - LP2/A; FP - CI) (58)
  - Lecce (3ª - LP1/B) (45)
  - Südtirol (3ª - LP1/A) (55)
  - Pise (6ª - LP1/B) (51)
  - Cremonese (4ª - LP1/A) (50)
  - Bénévent (7ª - LP1/B) (47)
  - Savone (6ª - LP1/A) (44)
  - Catanzaro (4ª - LP1/B) (53)
  - Vicence (5ª - LP1/A) (49)
  - L'Aquila (5ª - LP1/B) (59)
  - Albinoleffe (7ª - LP1/A) (56)
  - Pontedera (8ª - LP1/B) (57)
  - Côme (8ª - LP1/A) (52)
  - Feralpi Salò (9ª - LP1/A) (46)
  - Unione Venise (10ª - LP1/A) (43)
  - Prato (10ª - LP1/B) (73)
  - Bassano Virtus (1ª - LP2/A) (72)
  - Messine (1ª - LP2/B) (64)
  - Renate (2ª - LP2/A) (65)
  - Casertana (2ª - LP2/B) (61)
  - Alexandrie (3ª - LP2/A) (67)
  - Teramo (3ª - LP2/B) (66)
  - Cosenza (4ª - LP2/B) (71)
  - Santarcangelo (5ª - LP2/A) (75)
  - RapalloBogliasco (2ª - D/A) (70)
  - Olginatese (2ª - D/B) (63)
  - AltoVicentino (2ª - D/C) (62)[1]
  - Correggese (2ª - D/D) (74)
  - Foligno (2ª - D/E) (76)
  - Matelica (2ª - D/F) (69)
  - Terracina (2ª - D/G) (77)
  - Tarente (2ª - D/H) (78)
  - Akragas (2ª - D/I) (68)

#### Second tour (40 équipes)
- 18 clubs vainqueurs du tour préliminaire
- 21 clubs de Serie B + 1 club de Lega Pro (classement 21-42)
  - Catane(18ª - A) (26)
  - Bologne  (19ª - A) (22)
  - Livourne (20ª - A) (32)
  - Latina (3ª - B) (40)
  - Modène (5ª - B) (23)
  - Crotone (6ª - B) (21)
  - Bari (7ª - B) (37)
  - Spezia (8ª - B) (36)
  - Virtus Lanciano (10ª - B) (27)
  - Avellino (11ª - B) (38)
  - Carpi (12ª - B) (30)
  - Brescia (13ª - B) (39)
  - Trapani (14ª - B) (31)
  - Pescara (15ª - B) (25)
  - Ternana (16ª - B) (28)
  - Cittadella (17ª - B) (24)
  - Varese (18ª - B) (33)
  - Pérouse (1ª - LP1/B) (35)
  - Virtus Entella (1ª - LP1/A) (34)
  - Frosinone (2ª - LP1/B) (29)
  - Pro Verceil (2ª - LP1/A) (42)
  - Novare (19ª - B) (41)

#### Troisième tour (32 équipes)
- 20 clubs vainqueur du second tour
- 12 clubs de Serie A (classement 9-20)
  - Lazio (9ª - A) (9)
  - Hellas Vérone (10ª - A) (10)
  - Atalanta (11ª - A) (11)
  - Sampdoria (12ª - A) (12)
  - Udinese (13ª - A) (13)
  - Genoa (14ª - A) (14)
  - Cagliari (15ª - A) (15)
  - Chievo (16ª - A) (16)
  - Sassuolo (17ª - A) (17)
  - Palermo (1ª - B) (18)
  - Empoli (2ª - B) (19)
  - Cesena (4ª - B) (20)

#### Quatrième tour (16 équipes)
- 16 clubs vainqueurs du 3e tour

## Résultats

### Premier tour
| Division      | Club                      | Score      | Club                        | Division      |
| ------------- | ------------------------- | ---------- | --------------------------- | ------------- |
| Lega Pro (D3) | UC AlbinoLeffe            | 0 - 1      | AC Renate                   | Lega Pro (D3) |
| Lega Pro (D3) | US Città di Pontedera     | 3 - 1      | ACR Messine 1947            | Lega Pro (D3) |
| Serie B (D2)  | Vicence Calcio            | 1 - 2      | Bassano Virtus 55 ST        | Lega Pro (D3) |
| Lega Pro (D3) | SS Juve Stabia            | 1 - 0      | AC Prato                    | Lega Pro (D3) |
| Lega Pro (D3) | Bénévent Calcio           | 2 - 0      | SSD Correggese Calcio 1948  | Serie D (D4)  |
| Lega Pro (D3) | Calcio Côme               | 5 - 0      | SS Matelica Calcio ASD      | Serie D (D4)  |
| Lega Pro (D3) | Catanzaro Calcio 2011     | 2 - 0      | SS Akragas Città dei Templi | Serie D (D4)  |
| Lega Pro (D3) | Reggina Calcio            | 0 - 1      | Casertana FC                | Lega Pro (D3) |
| Lega Pro (D3) | US Alexandrie Calcio 1912 | 1 - 0      | US Salernitana 1919         | Lega Pro (D3) |
| Lega Pro (D3) | L'Aquila Calcio 1927      | 2 - 1 a.p. | FCD AltoVicentino           | Serie D (D4)  |
| Lega Pro (D3) | AC Pise 1909              | 4 - 0      | GSD RapalloBogliasco        | Serie D (D4)  |
| Lega Pro (D3) | Savone FBC                | 6 - 0      | US Terracina Calcio         | Serie D (D4)  |
| Lega Pro (D3) | FBC Unione Venise         | 5 - 1      | Tarente FC 1927             | Serie D (D4)  |
| Lega Pro (D3) | US Cremonese              | 3 - 2      | Cosenza Calcio              | Lega Pro (D3) |
| Lega Pro (D3) | Feralpisalò               | 1 - 0      | Santarcangelo Calcio        | Lega Pro (D3) |
| Lega Pro (D3) | US Lecce                  | 5 - 0      | Foligno Calcio              | Serie D (D4)  |
| Lega Pro (D3) | FC Südtirol               | 3 - 2      | SS Teramo Calcio            | Lega Pro (D3) |
| Lega Pro (D3) | AC Monza Brianza 1912     | 2 - 1      | USD Olginatese              | Serie D (D4)  |

### Deuxième tour
| Division      | Club                    | Score               | Club                      | Division      |
| ------------- | ----------------------- | ------------------- | ------------------------- | ------------- |
| Serie B (D2)  | Delfino Pescara 1936    | 1 - 1 a.p., 5-4 tab | AC Renate                 | Lega Pro (D3) |
| Serie B (D2)  | AS Cittadella           | 2 - 1               | US Città di Pontedera     | Lega Pro (D3) |
| Serie B (D2)  | AS Livourne Calcio      | 2 - 4               | Bassano Virtus 55 ST      | Lega Pro (D3) |
| Serie B (D2)  | AS Varèse 1910          | 3 - 2               | SS Juve Stabia            | Lega Pro (D3) |
| Serie B (D2)  | Virtus Entella          | 2 - 2 a.p., 5-4 tab | Bénévent Calcio           | Lega Pro (D3) |
| Serie B (D2)  | Frosinone Calcio        | 0 - 0 a.p., 1-3 tab | Calcio Côme               | Lega Pro (D3) |
| Serie B (D2)  | Brescia Calcio          | 2 - 1               | Novare Calcio             | Lega Pro (D3) |
| Serie B (D2)  | US Latina Calcio        | 1 - 1 a.p., 4-3 tab | FC Pro Verceil 1892       | Serie B (D2)  |
| Serie B (D2)  | Ternana Calcio          | 2 - 1               | Catanzaro Calcio 2011     | Lega Pro (D3) |
| Serie B (D2)  | FC Crotone              | 0 - 0 a.p., 3-4 tab | Casertana FC              | Lega Pro (D3) |
| Serie B (D2)  | SS Virtus Lanciano 1924 | 1 - 0               | US Alexandrie Calcio 1912 | Lega Pro (D3) |
| Serie B (D2)  | Bologne FC 1909         | 1 - 2 a.p.          | L'Aquila Calcio 1927      | Lega Pro (D3) |
| Lega Pro (D3) | AC Pise 1909            | 2 - 1               | Carpi FC 1909             | Serie B (D2)  |
| Serie B (D2)  | AS Avellino 1912        | 2 - 1               | Savone FBC                | Lega Pro (D3) |
| Serie B (D2)  | FC Bari 1908            | 2 - 0               | FBC Unione Venise         | Lega Pro (D3) |
| Serie B (D2)  | Trapani Calcio          | 1 - 2               | US Cremonese              | Lega Pro (D3) |
| Serie B (D2)  | AC Pérouse Calcio       | 2 - 0               | Feralpisalò               | Lega Pro (D3) |
| Serie B (D2)  | Spezia Calcio           | 1 - 0               | US Lecce                  | Lega Pro (D3) |
| Serie B (D2)  | Calcio Catane           | 1 - 0               | FC Südtirol               | Lega Pro (D3) |
| Serie B (D2)  | Modène FC               | 0 - 0 a.p., 3-2 tab | AC Monza Brianza 1912     | Lega Pro (D3) |

### Troisième tour
| Division     | Club                    | Score      | Club                 | Division      |
| ------------ | ----------------------- | ---------- | -------------------- | ------------- |
| Serie B (D2) | Delfino Pescara 1936    | 1 - 0      | AC Chievo Vérone     | Serie A (D1)  |
| Serie A (D1) | US Sassuolo Calcio      | 4 - 1      | AS Cittadella        | Serie B (D2)  |
| Serie A (D1) | SS Lazio                | 7 - 0      | Bassano Virtus 55 ST | Lega Pro (D3) |
| Serie B (D2) | AS Varèse 1910          | 1 - 0      | Virtus Entella       | Serie B (D2)  |
| Serie A (D1) | UC Sampdoria            | 4 - 1      | Calcio Côme          | Lega Pro (D3) |
| Serie B (D2) | Brescia Calcio          | 1 - 0      | US Latina Calcio     | Serie B (D2)  |
| Serie A (D1) | Udinese Calcio          | 5 - 1      | Ternana Calcio       | Serie B (D2)  |
| Serie A (D1) | AC Cesena               | 1 - 0      | Casertana FC         | Lega Pro (D3) |
| Serie B (D2) | SS Virtus Lanciano 1924 | 0 - 1      | Genoa CFC            | Serie A (D1)  |
| Serie A (D1) | Empoli FC               | 3 - 0      | L'Aquila Calcio 1927 | Lega Pro (D3) |
| Serie A (D1) | Atalanta BC             | 2 - 0      | AC Pise 1909         | Lega Pro (D3) |
| Serie B (D2) | FC Bari 1908            | 1 - 2      | AS Avellino 1912     | Serie B (D2)  |
| Serie A (D1) | Hellas Vérone FC        | 3 - 0      | US Cremonese         | Lega Pro (D3) |
| Serie B (D2) | AC Pérouse Calcio       | 2 - 1 a.p. | Spezia Calcio        | Serie B (D2)  |
| Serie A (D1) | Cagliari Calcio         | 2 - 0      | Calcio Catane        | Serie B (D2)  |
| Serie A (D1) | US Città di Palerme     | 0 - 3      | Modène FC            | Serie B (D2)  |

### Quatrième tour
| Division     | Club               | Score               | Club                 | Division     |
| ------------ | ------------------ | ------------------- | -------------------- | ------------ |
| Serie A (D1) | US Sassuolo Calcio | 1 - 0               | Delfino Pescara 1936 | Serie B (D2) |
| Serie A (D1) | SS Lazio           | 3 - 0               | AS Varèse 1910       | Serie B (D2) |
| Serie A (D1) | UC Sampdoria       | 2 - 0               | Brescia Calcio       | Serie B (D2) |
| Serie A (D1) | Udinese Calcio     | 4 - 2 a.p.          | AC Cesena            | Serie A (D1) |
| Serie A (D1) | Empoli FC          | 2 - 0               | Genoa CFC            | Serie A (D1) |
| Serie A (D1) | Atalanta BC        | 2 - 0               | AS Avellino 1912     | Serie B (D2) |
| Serie A (D1) | Hellas Vérone FC   | 1 - 0               | AC Pérouse Calcio    | Serie B (D2) |
| Serie A (D1) | Cagliari Calcio    | 4 - 4 a.p., 5-4 tab | Modène FC            | Serie B (D2) |

### Huitièmes de finale
Les matchs des huitièmes de finale se déroulent du 13 au 22 janvier 2015.
| Division     | Club           | Score               | Club               | Division     |
| ------------ | -------------- | ------------------- | ------------------ | ------------ |
| Serie A (D1) | AC Milan       | 2 - 1               | US Sassuolo Calcio | Serie A (D1) |
| Serie A (D1) | Torino FC      | 1 - 3               | SS Lazio           | Serie A (D1) |
| Serie A (D1) | FC Inter Milan | 2 - 0               | UC Sampdoria       | Serie A (D1) |
| Serie A (D1) | SSC Naples     | 2 - 2 a.p., 5-4 tab | Udinese Calcio     | Serie A (D1) |
| Serie A (D1) | AS Rome        | 2 - 1 a.p.          | Empoli FC          | Serie A (D1) |
| Serie A (D1) | ACF Fiorentina | 3 - 1               | Atalanta BC        | Serie A (D1) |
| Serie A (D1) | Juventus FC    | 6 - 1               | Hellas Vérone FC   | Serie A (D1) |
| Serie A (D1) | Parme FC       | 2 - 1               | Cagliari Calcio    | Serie A (D1) |

### Quarts de finale
Les matchs des quarts de finale se déroulent du 27 janvier au 4 février 2015.
| Division     | Club       | Score | Club           | Division     |
| ------------ | ---------- | ----- | -------------- | ------------ |
| Serie A (D1) | AC Milan   | 0 - 1 | SS Lazio       | Serie A (D1) |
| Serie A (D1) | SSC Naples | 1 - 0 | FC Inter Milan | Serie A (D1) |
| Serie A (D1) | AS Rome    | 0 - 2 | ACF Fiorentina | Serie A (D1) |
| Serie A (D1) | Parme FC   | 0 - 1 | Juventus FC    | Serie A (D1) |

### Demi-finales
Les matchs des demi-finales se déroulent le 4 mars et les 7-8 avril 2015.
| Division     | Club        | Aller | Total | Retour | Club           | Division     |
| ------------ | ----------- | ----- | ----- | ------ | -------------- | ------------ |
| Serie A (D1) | SS Lazio    | 1 - 1 | 2 - 1 | 1 - 0  | SSC Naples     | Serie A (D1) |
| Serie A (D1) | Juventus FC | 1 - 2 | 4 - 2 | 3 - 0  | ACF Fiorentina | Serie A (D1) |

### Finale
Initialement prévue le 7 juin, la finale se joue finalement le 20 mai 2015. En effet, la qualification de la Juventus pour la finale de la Ligue des champions qui se joue le 6 juin a conduit la Ligue italienne de football à déplacer la finale de la Coupe.
| 20 mai 2015 | Juventus FC                                  | 2 - 1   | SS Lazio Rome  | Stadio Olimpico, Rome      |                            |
| 20h45 CET   | Giorgio Chiellini 11e · Alessandro Matri 97e | (1 - 1) | 4e Ștefan Radu | Arbitrage : Daniele Orsato | Arbitrage : Daniele Orsato |
| 20h45 CET   | Rapport                                      |         |                | Arbitrage : Daniele Orsato | Arbitrage : Daniele Orsato |